# Četvrti svečani mimohod Oružanih snaga Republike Hrvatske
Svečani mimohod povodom 30. obljetnice vojno-redarstvene operacije »Oluja« održao se 31. srpnja 2025. u Zagrebu povodom Dana pobjede i domovinske zahvalnosti i Dana hrvatskih branitelja te 30. obljetnice vojno-redarstvene operacije »Oluja«.
Početna točka trase kretanja bila je vojarna »Croatia« u Novom Zagrebu. Mimohod je službeno započeo na križanju Ulice Grada Vukovara s Avenijom Marina Držića i prolazio je cijelom dužinom Vukovarske ulice prema zapadu do Savske ceste, te preko Slavonske avenije natrag prema Držićevoj aveniji. Hrvatski ministar obrane Ivan Anušić, najavio je da će u mimohodu sudjelovati preko tri tisuće vojnika, 480 borbenih i neborbenih vozila uz hrvatske branitelje, vojne invalide i povijesne postrojbe.
To je bio četvrti mimohod Oružanih snaga Republike Hrvatske, zadnji je održan 2015. povodom 20. obljetnice VRO Oluja na istoj lokaciji, a prethodna dva 1997. i 1995.
Hrvatsku zastavu koju od 5. kolovoza 1995. nosi Kninska tvrđava, hrvatski branitelji i braniteljice te stradalnici Domovinskog rata ponosno su ponijeli u spomen na pobjedu u Operaciji Oluja. Simbolično predavanje zastave kadetima Hrvatske vojske označilo je prijenos časti, tradicije i odgovornosti na novi naraštaj.

## Tijek događaja
Svečanost je počela s hrvatskom himnom u izvođenju akademskog zbora „Ivan Goran Kovačić” i orkestra Hrvatske vojske, nakon čega je održana minuta šutnje za poginule hrvatske branitelje. Mimohod je započeo na zapovijed predsjednika Republike i vrhovnog zapovjednika Oružanih snaga Zorana Milanovića.

### Pješački dio
U pješačkom dijelu svečanog mimohoda sudjelovali su sljedeći postroji:
- Zapovjedništvo mimohoda
- Počasno-zaštitna bojna
- Pripadnici iz oružanih snaga savezničkih zemalja (Albanija, Litva, Mađarska, Luksemburg, Poljska, Portugal, Ujedinjeno Kraljevstvo, Sjedinjene Američke Države – Minnesota)
- Hrvatski branitelji (veterani Domovinskog rata)
- Zapovjedništvo specijalnih snaga
- Obavještajna pukovnija
- Pukovnija Vojne policije
- Elitne bojne OSRH: »Tigrovi«, »Gromovi«, »Kune«, »Pauci«, »Sokolovi«, »Pume« i »Vukovi«
- Hrvatska ratna mornarica
- Hrvatsko ratno zrakoplovstvo
- Kadeti
- Ročnici i pričuvnici
- Povijesne postrojbe
- Ministarstvo unutarnjih poslova (redovne i specijalne snage)
- Pravosudna policija
- Ravnateljstvo civilne zaštite
- Hrvatska gorska služba spašavanja
- Hrvatska vatrogasna zajednica

### Zrakoplovni dio
Letački program pod zapovjedništvom brigadira Damira Barišića uključivao je 41 zrakoplov HRZ-a i šest MUP-ovih helikoptera.
Šest MUP-ovih helikoptera Bell 212, Bell 412, AW139 i EC135 te šest HRZ-ovih helikoptera OH-58D Kiowa Warrior preletjelo je Ulicu grada Vukovara. Slijedio je prelet četiri Bell 206B Jet Ranger III, tri UH-60M Black Hawk i šest Mi-171Sh helikoptera.
Tri HRZ-ova aviona Zlin Z 242L, tri protupožarna Air Tractora AT-802 i četiri Canadaira CL-415 zatim su nadletjeli trasu mimohoda.
Spektakularnim preletom akrobatske skupine »Krila Oluje« sa šest Pilatus PC-9M završen je letački dio. Na samom kraju mimohoda, letjelo je  devet borbenih zrakoplova Rafalea francuske tvrtke Dassault Aviation.

### Motorizirani, mehanizirani i oklopni dio
Motorizirani, mehanizirani i oklopni dio mimohoda predstavio je više od 500 borbenih i neborbenih vozila koje je pratilo gotovo 3500 pripadnika.
- Oklopni postroji predvodili su Bradleyi kao glavni oružni sustav oklopno-mehaniziranih postrojbi OSRH, koji se odlikuje oklopnom zaštitom te topom 25 mm Bushmaster i protuoklopnim sustavom TOW. Posebnu pozornost izazvali su tenkovi Leopard 2A i M-84. Tenk M-84 odlikuje se snažnim oklopom i visokim manevarskim sposobnostima. Postrojem je zapovijedao bojnik Zoran Sokolović, zamjenik zapovjednika 1. oklopno-mehanizirane brigade.

- Mehanizirani dio uključivao je 62 borbena vozila Patria kojima je opremljena Gardijska mehanizirana brigada te deset haubica PzH 2000.

- Suvremeni sustavi predstavljeni su kroz naprednu tehnologiju poput besposadnih letjelica Bayraktar, borbenih dronova i druge napredne opreme.[6]

Ovaj motorizirani i mehanizirani dio činio je srce najvećeg mimohoda ikad organiziranog od postojanja države.

### Postroj Hrvatske ratne mornarice
U jadranskom akvatoriju bio je svečani mimoplov. Sastav postroja činila su: tri vozila Tatra 815 s mobilnim obalnim lanserima MOL RBS-15B, četiri teretna vozila MAN koja prevoze protubrodske mine, autonomno podvodno vozilo REMUS-100 i maketa rakete RB-15B, kao i gumene brodice Zodiac SRA 900 i SRA 750.
Za pretraživanje morskog dna u protuminskom djelovanju koristi se autonomno podvodno vozilo REMUS-100, koje sofisticirani senzori opremaju za pregled velikih područja plitkog mora. Protuminski ronilci koji pretražuju prilaze lukama i sidrištima te otkrivaju i uklanjaju minsko-eksplozivna sredstva koriste gumene brodice za brz transport.

## Vanjske poveznice
- Vojni mimohod – 30. obljetnica Oluje, Hrvatska radiotelevizija (HRT) na YouTubeu, youtube.com